# Hier mag alles
Hier mag alles is een nummer van Donnie & Marco Schuitmaker.
Het nummer is deels geïnspireerd op Canon in D van de Duitse barokcomponist Johann Pachelbel. De single kwam uit in november 2023. Het stond 14 weken in de Top 40 met als piekpositie 13. In de Nederlandse Top 100 stond het 18 weken en behaalde de piekpositie 4. Het liedje kreeg de status goud.